# Veckholms kyrka

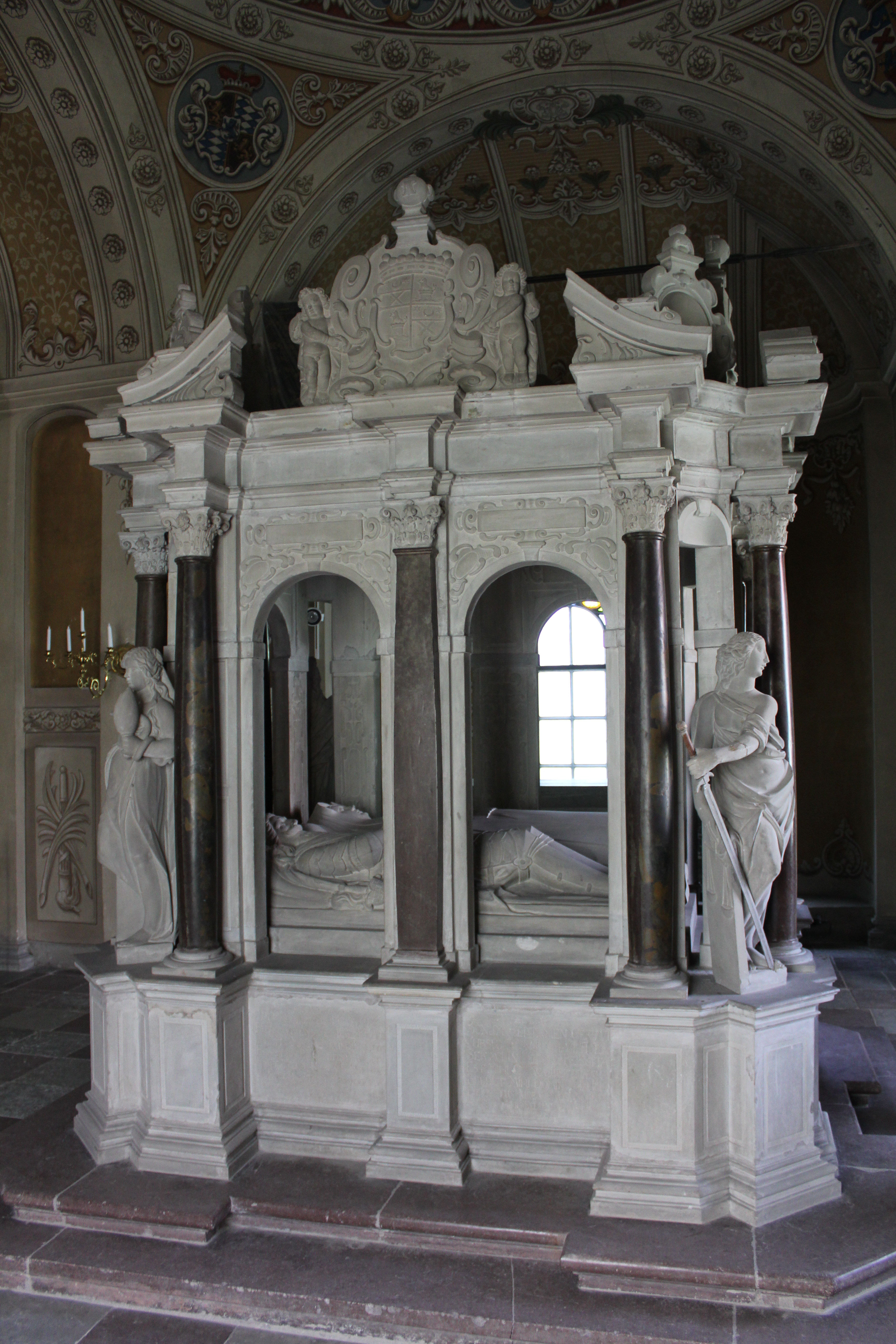
Gravmonument över Johan Pontusson De la Gardie och hans hustru Katarina Oxenstierna i De la Gardies gravkor.

Veckholms kyrka är en gul medeltidskyrka i Enköpings kommun, vid Norra Björkfjärden som är en del av Mälaren. Kyrkan tillhör Veckholms församling i Uppsala stift. Av kyrkorna i Trögden är Veckholms kyrka den förnämsta och har vid en visitation av ärkebiskop Nathan Söderblom kallats för "Trögdens domkyrka".

## Kyrkobyggnaden
Kyrkan har en stomme av gråsten och består av ett långsträckt långhus med rakt avslutat kor i öster. Norr om koret finns en vidbyggd sakristia. Vid långhusets södra sida finns ett vapenhus samt en korsarm. Öster om koret finns ett stort gravkor för ätten De la Gardie. Kyrkan har spritputsade ytterväggar och täcks av ett spånklätt sadeltak. Sakristian och gravkoret har yttertak täckta av svartmålad plåt. Tegel har använts till bland annat omfattningar och gavelrösten med blinderingar. Östra gravkoret är murat av tegel och har en korsformad planform. Gravkoret vilar på en sockel av granitkvadrar och täcks av ett tälttak. Fasaderna är slätputsade och pryds av pilastrar och sandstensornament.
Kyrkorummet nås via vapenhuset i sydväst samt via en ingång i södra korsarmen. Kyrkorummet har sex takvalv. Sakristian och vapenhuset har varsitt kryssvalv, medan södra korsarmen har ett stjärnvalv. Innerväggar och valv är vitputsade och saknar kalkmålningar.

### Tillkomst och medeltida ombyggnader
Den ursprungliga kyrkan uppfördes vid slutet av 1200-talet och var en kort, rektangulär kyrkobyggnad som liknade den näraliggande Torsvi kyrka. Denna ursprungskyrka utgör den mellersta delen av nuvarande långhus. Senare, möjligen på 1300-talet, förlängdes kyrkan mot väster. Omkring år 1430 uppfördes vapenhuset och kyrkorummet försågs med kryssvalv av tegel. Mot slutet av 1400-talet förlängdes långhuset åt öster, och ett nytt kor tillkom. I samband med förlängningen byggdes sakristian. Alla nya byggnadsdelar försågs redan från början med tegelvalv. Omkring år 1500 uppfördes den södra korsarmen som fick ett stjärnvalv av tegel. Exteriörens medeltida prägel har i stort sett bevarats.

### Senare ombyggnader
Vid mitten av 1600-talet påbörjades bygget av De la Gardieska gravkoret efter ritningar av Nicodemus Tessin d.ä. Det storslagna projektet fullbordades dock aldrig, troligen på grund av Karl XI:s reduktioner som undergrävde De la Gardies ekonomi. Byggnaden nådde sin nuvarande höjd omkring 1675, och täcktes senare av ett provisoriskt brädtak. Enligt en bevarad ritning skulle en attikavåning med fönster ligga ovanför huvudvåningen. Attikavåningen skulle i sin tur täckas med en hög kupol. Bondeska gravkoret vid Spånga kyrka ger en ganska god bild av hur gravkoret var tänkt att se ut. Gravkorets nuvarande kupolvalv av tegel slogs på 1790-talet, då även kyrkans yttertak byggdes om.
Kyrkobyggnadens fönsteröppningar fick sin nuvarande form på 1840-talet. Vid en yttre restaurering 1972-1973 lagades putsen och målades i en gul ton. Gravkoret återfick sin ursprungliga rosa ton. Interiören präglas främst av den rika inredningen från medeltid och stormaktstid. Gravkorets interiör härrör till stor del från en restaurering i slutet av 1880-talet under ledning av arkitekten Magnus Isæus. Efter Isæus död 1890 leddes arbetet av Emil Viktor Langlet.

## Inventarier
- Det äldsta inventariet är dopfunten från 1100-talet. Dopfunten är av sten och består av fot och skål som är halvklotsformade och skiljs åt av en repstav.
- Altarskåpet på högaltaret tillverkades i Bryssel under början av 1500-talet. I skåpet finns förgyllda skulpturer i praktfulla färger.
- Ovanför altarskåpet hänger ett triumfkrucifix som är ett svenskt arbete från senare delen av 1400-talet. Krucifixets ursprungliga plats var ovanför det skrank som under medeltiden skiljde koret från övriga kyrkorummet.
- Predikstolen, med datering 2 juli 1640, anses vara tillverkad av bildhuggaren Hans Hebel. Den är grönt marmorerad och pryds med ett fyrtiotal förgyllda figurer. På ljudtaket finns vapen från ätterna de la Gardie, Oxenstierna och Posse. Vapnen syftar på predikstolens givare Johan Pontusson De la Gardie och hans första hustru Catharina Oxenstierna samt andra hustru Görvel Posse.
- Ett nattvardskärl med tillhörande paten är av förgyllt silver och anses vara ett sachsiskt eller westfaliskt arbete från 1200-talets andra fjärdedel. Ett annat nattvardskärl av förgyllt silver liksom tillhörande paten är ett svenskt eller nordtyskt arbete från 1300-talets andra fjärdedel.
- Från kyrkans 1600-talsorgel har bevarats en så kallad fågelsångsstämma som av tradition används endast under tredje versen i Den blomstertid nu kommer på Midsommardagen (textraden "man hörer fåglar sjunga...").
- Tre malmkronor är skänkta av ätten de la Gardie.
- En korbänk med sju säten är ett svenskt arbete från slutet av 1400-talet eller början av 1500-talet.

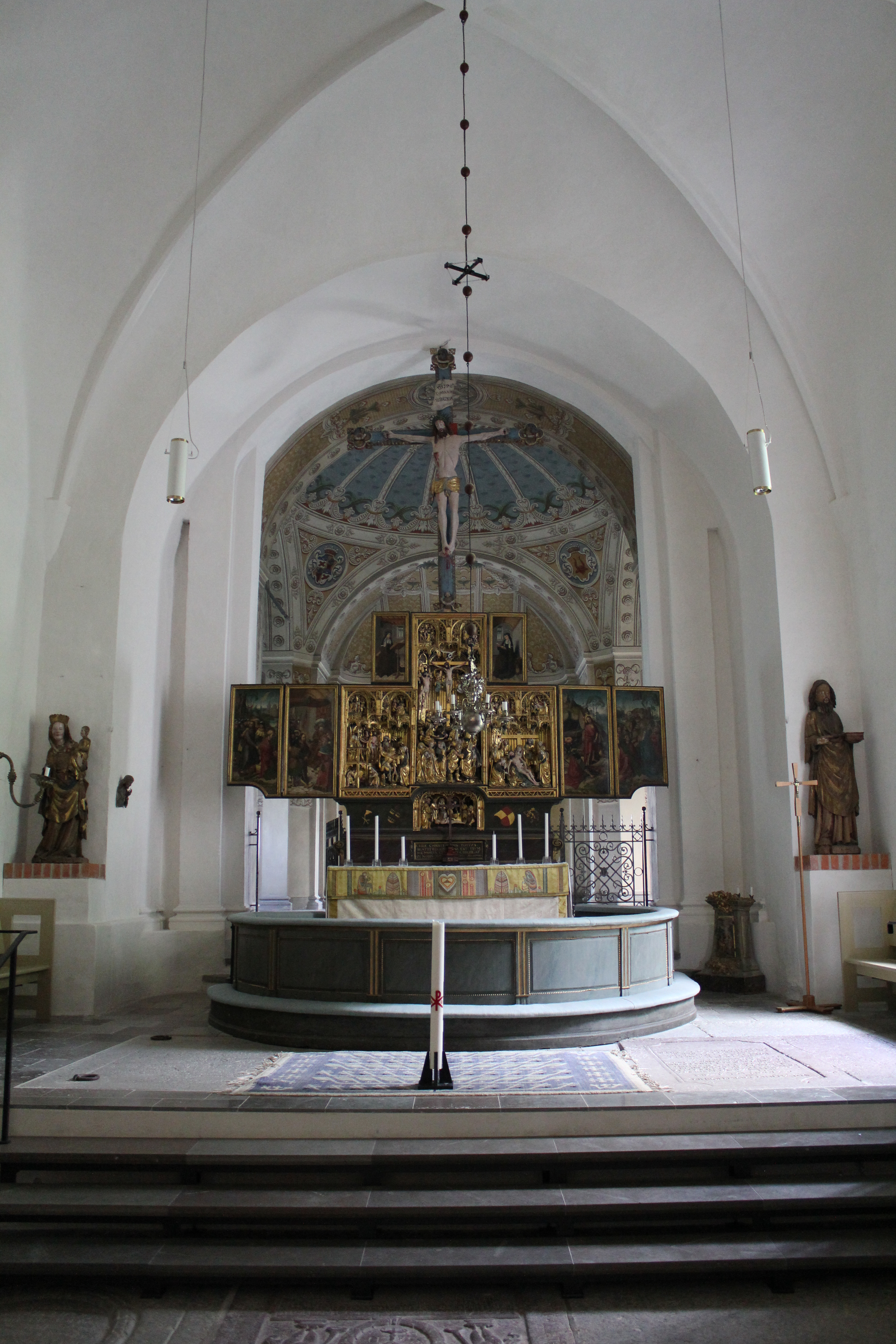
Koret
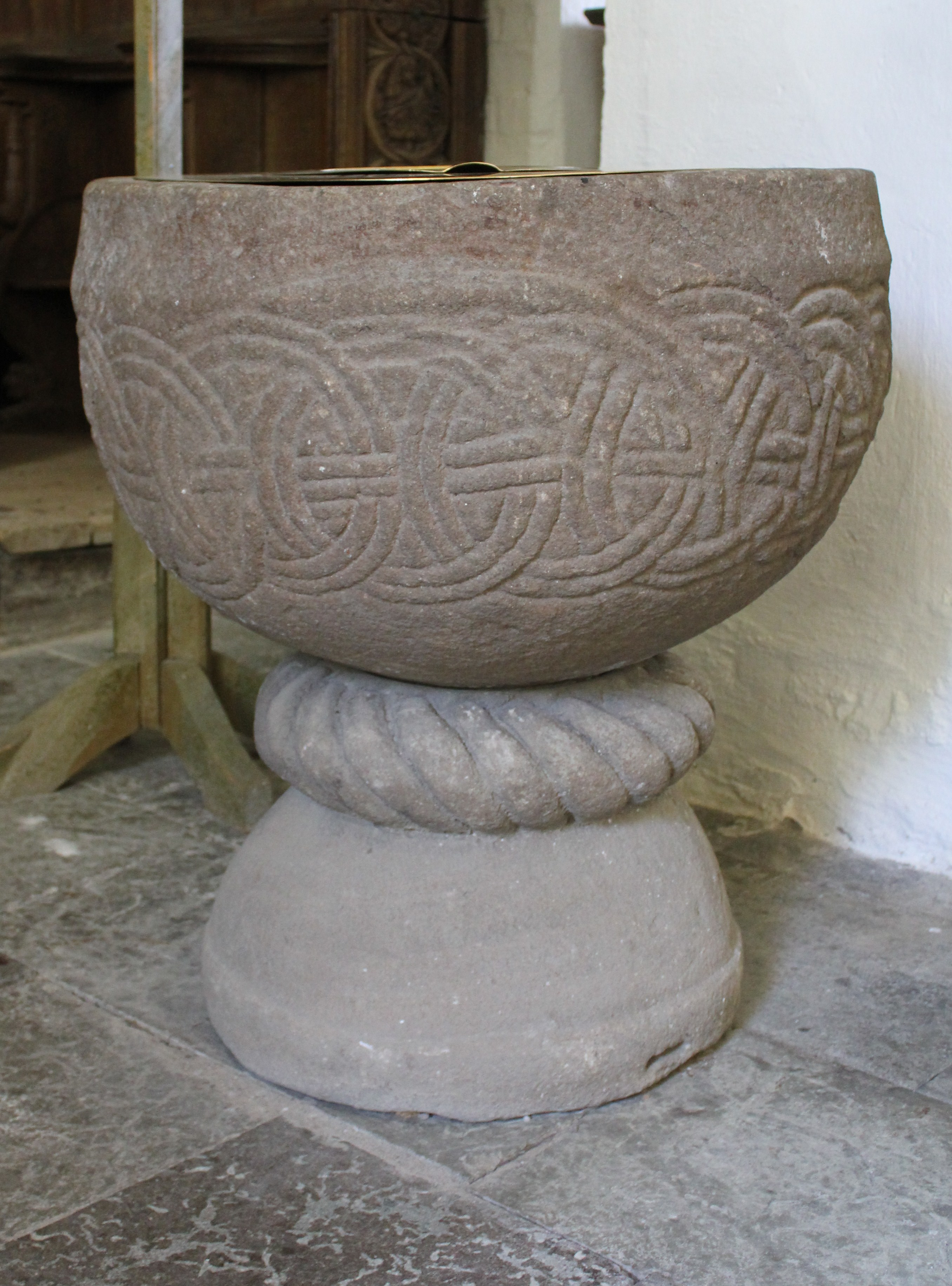
Dopfunten
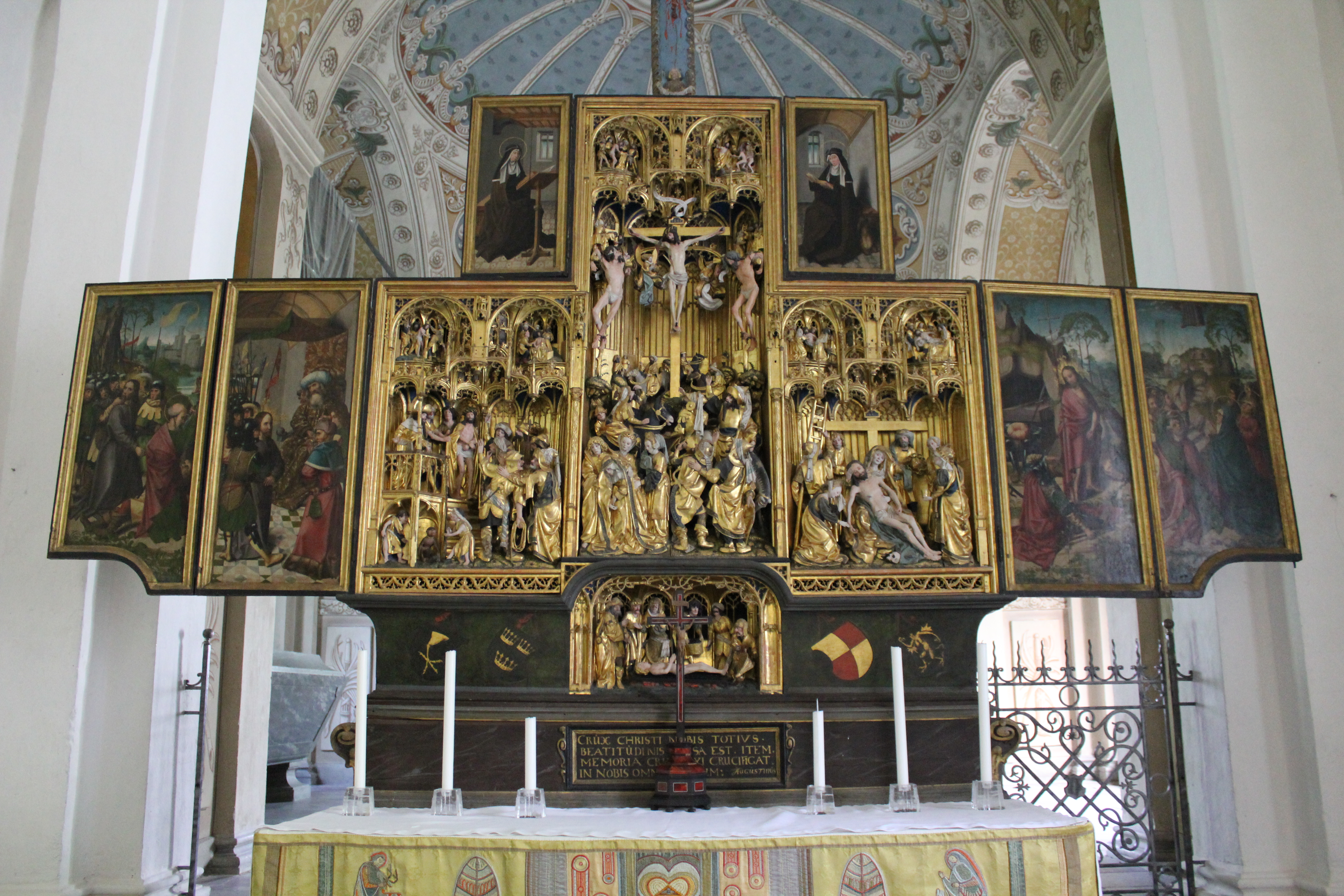
Altarskåpet
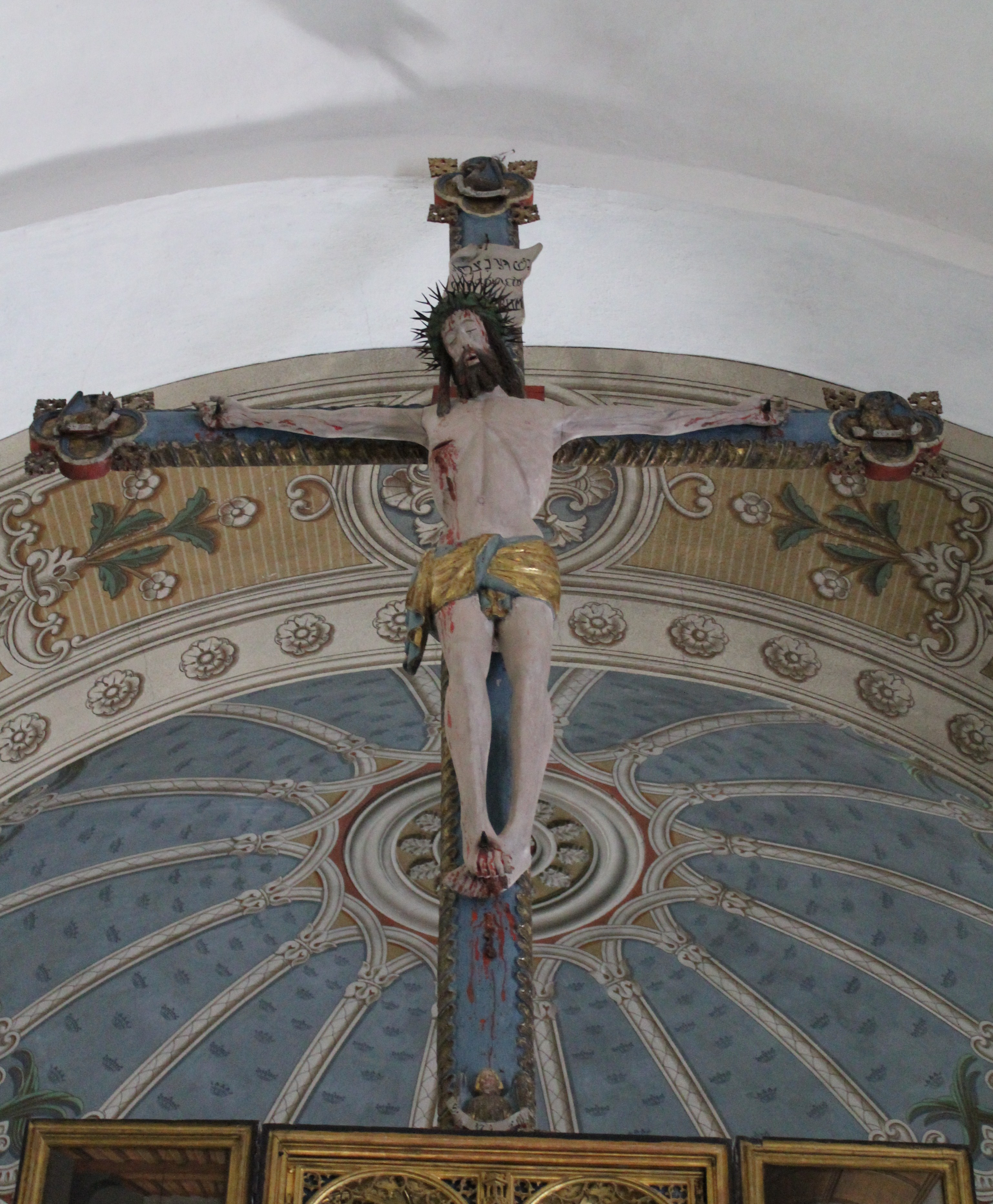
Krucifixet
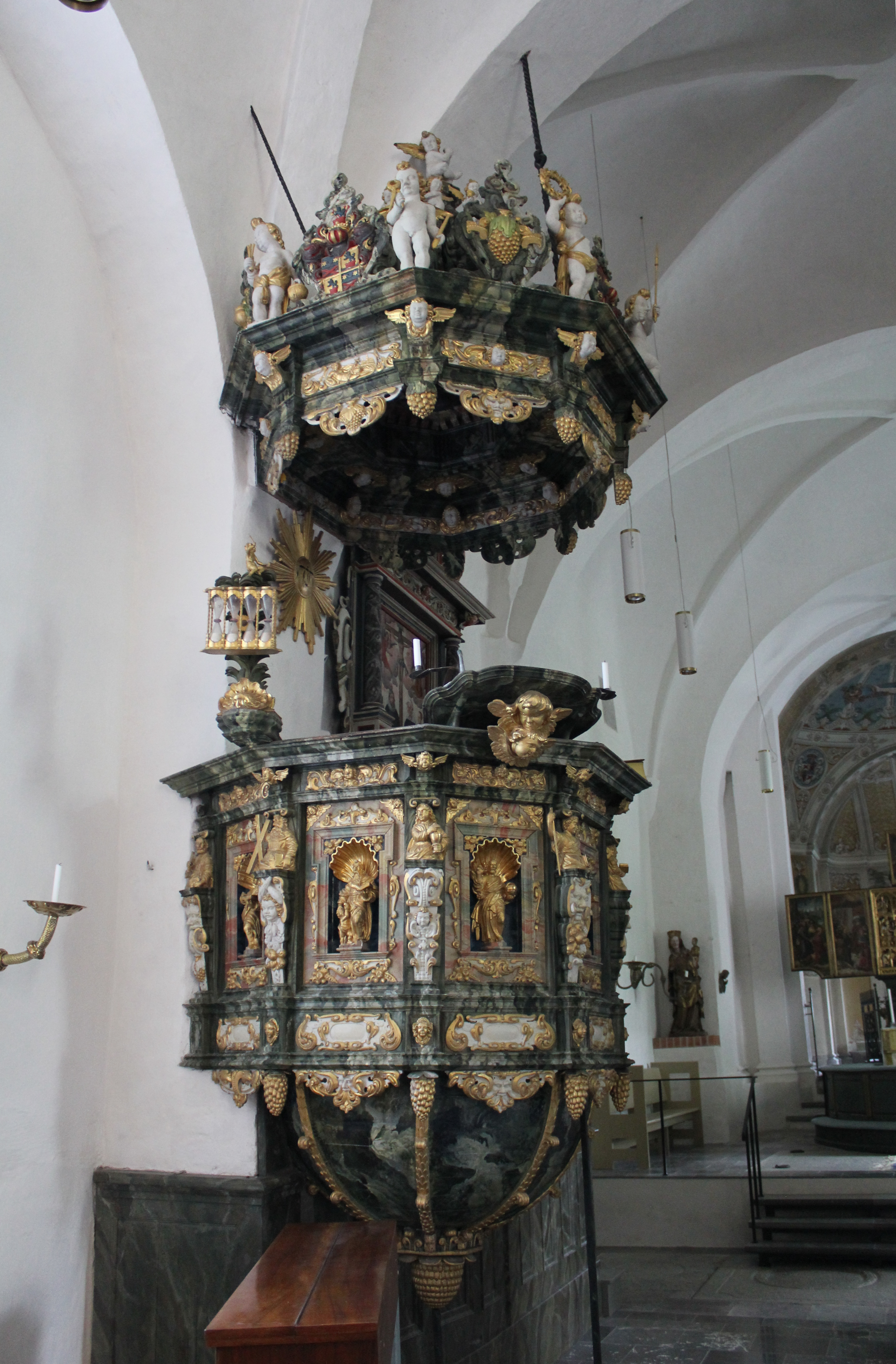
Predikstolen
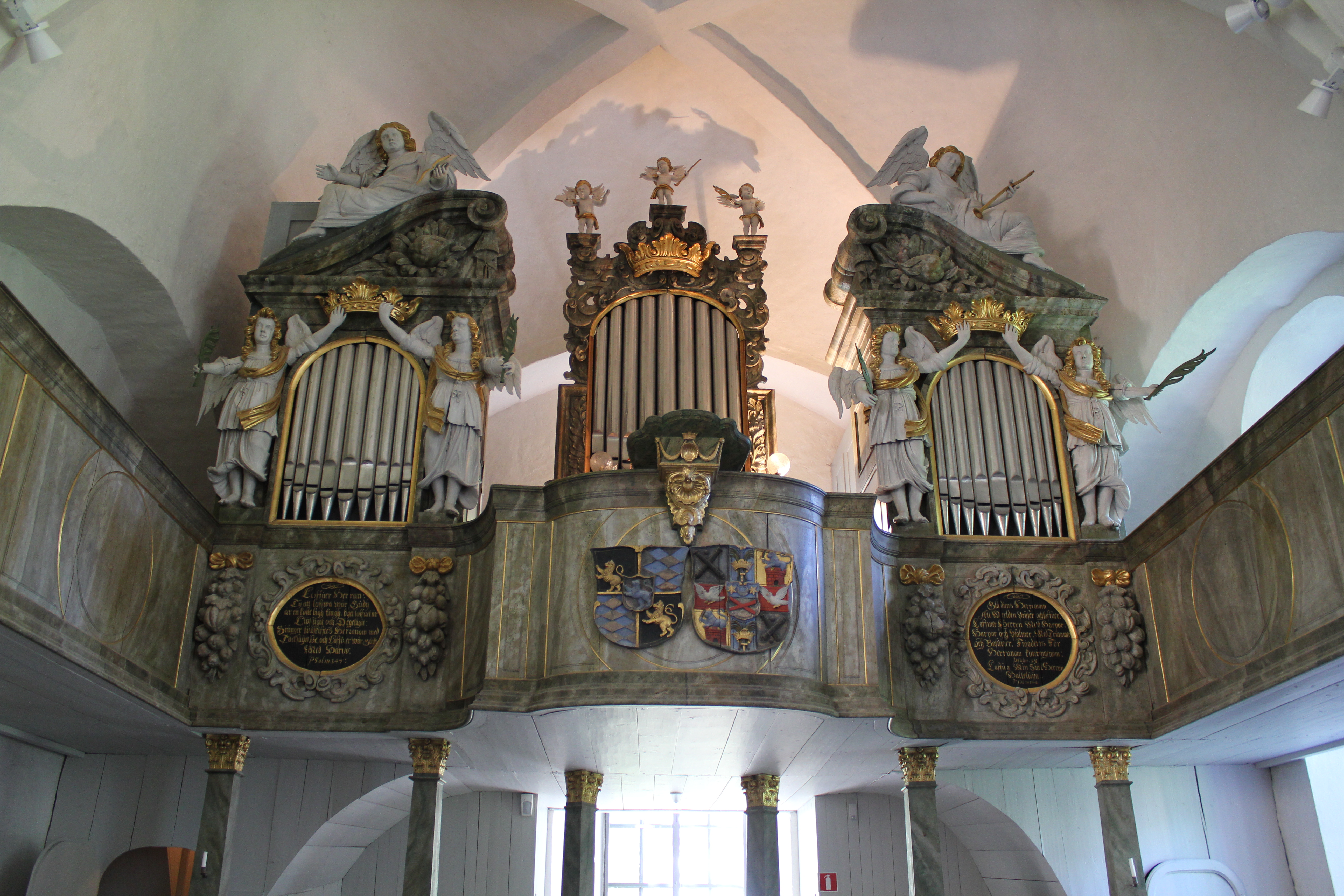
Orgelläktaren

### Orgel
- 1653 skänktes en orgel  med 4 stämmor hit av Magnus Gabriel de la Gardie.
- En orgel köptes in från en annan församling med 16 stämmor, manual och pedal. Orgeln renoverades 1822 av Strand (eventuellt Johan Samuel Strand, Västra Vingåker).
- Den nuvarande orgeln byggdes 1914 av Åkerman & Lund Orgelfabriks AB, Sundbybergs köping. Orgeln är pneumatisk med rooseveltlådor och har ett tonomfång på 56/30. Fasaden är troligen från den tidigare orgeln.

| Manual I            | Manual II       | Pedal         | Koppel |
| Borduna 16´         | Violin 8´       | Subbas 16´    | I/P    |
| Principal 8´        | Salicional 8'   | Violoncell 8' | II/P   |
| Flûte Harmonique 8' | Voix celeste 8' |               | II/I   |
| Gamba 8'            | Flöjt 4'        |               | I 4'   |
| Dolce 8'            |                 |               | II 16' |
| Oktava 4'           |                 |               |        |
| Oktava 2'           |                 |               |        |
| Trumpet 8'          |                 |               |        |

## Omgivning

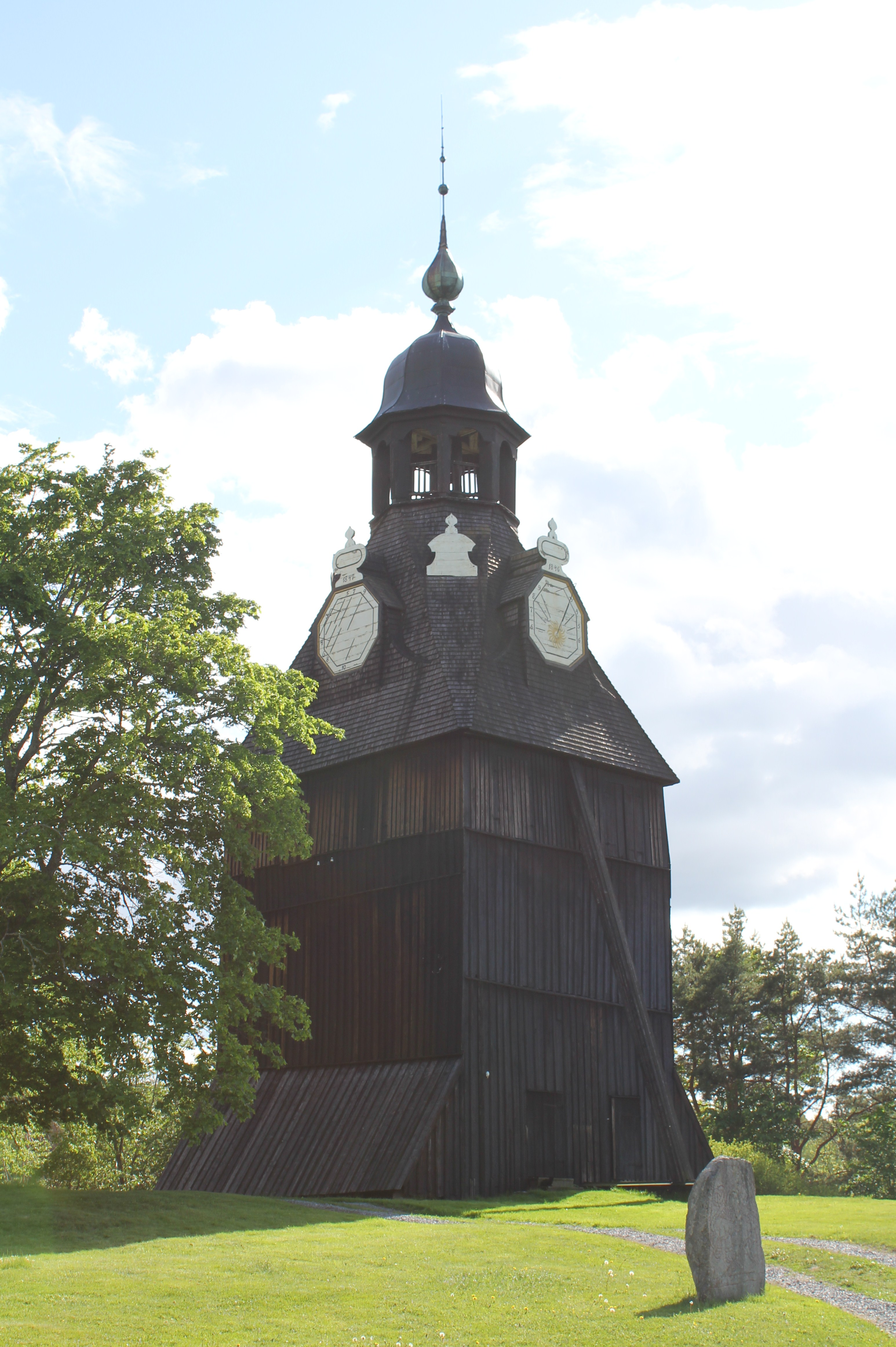
Klockstapeln med runstenen intill.

På en höjd väster om kyrkan står en klockstapel som är klädd med panel och kröns med en tornhuv. Stapeln uppfördes 1668 på bekostnad av rikskanslern Magnus Gabriel De la Gardie. På klockstapeln finns fyra solur som bär årtal från 1840-talet, då en större reparation ägde rum. I stapeln hänger fyra kyrkklockor. Den äldsta klockan, som saknar inskrifter, är troligen från 1300-talet eller 1400-talet. Den största klockan är gjuten 1631 och omgjuten 1926, enligt inskrift skänkt av friherre Johan de la Gardie. Den tredje klockan är gjuten 1673 av Johan Meyer i Stockholm och bär vapen från ätterna de la Gardie och Pfalz-Zweibrücken. Klockan är en gåva av Magnus Gabriel de la Gardie och hans maka prinsessan Maria Eufrosyne. Den fjärde klockan är liten och bär samma vapen och inskrifter som förutnämnda klocka. Den kallas prästklockan eftersom man lät ringa den då prästen gick från prästgården till kyrkan. I nordväst och nordost finns stigluckor med sittnischer som möjligen härstammar från medeltiden. Troligen fick stigluckorna sitt nuvarande utseende vid slutet av 1700-talet.
Strax nord-nordost om klockstapeln står runstenen U 696.
Nordväst om kyrkogården ligger prästgården, vars äldsta delar troligen är från 1600-talet. Sitt nuvarande utseende i klassiserande stil fick prästgården vid början av 1800-talet. Vid gårdsplanen ligger en ny prästgård från 1944.
Några kilometer öster om kyrkplatsen ligger Ekholmens slott som uppfördes på medeltiden och hade patronatsrätt över kyrkan.